# Meinir Gwilym
Meinir Gwilym (född 1983) är en walesisk popsångare från Llangristiolus, Anglesey som sjunger på kymriska. 2002 släppte hon sin första EP, Smôcs, Coffi a Fodca Rhad (”Cigg, kaffe och billig vodka”). Hon är, enligt sin hemsida, en av de bäst säljande walesiska musikerna någonsin. Gwilym har arbetat tillsammans med Dylan Wyn som radiopresentatör för Radio Cymru, BBC:s kymriskspråkiga radiostation, och arbetar nu på S4C:s program Wedi 7 och som presentatör på radiokanalen Heart Cymru på Anglesey och i Gwynedd.

## Uppväxt
Meinir Gwilym föddes i Wales 1983 och gick i skola på Ysgol Henblas i Llangristiolus och på Ysgol Henblas i Llangefni. Hon kommer från en musikalisk familj och hade far- och morföräldrar som spelade piano och skrev text, och en mor och en syster som båda tyckte om att sjunga. Hon tävlade i  Urdd Gobaith Cymru, en eisteddfod för barn, som liten och började skriva egen musik när hon var runt fjorton år gammal. I juli 2004 tog hon examen i walesisk litteratur och filosofi vid Bangors universitet. Hon påbörjade sin examen vid Cardiffs universitet men det sista året läste hon vid Bangor.

## Karriär
2002 släppte hon sin första EP, Smôcs, Coffi a Fodca Rhad. Samma år skrev hon under kontrakt hos skivbolaget Gwynfryn Cymunedol och vann priserna ”Årets kompositör” och ”Bästa kvinnliga artist” vid Radio Cymrus Rock- och popgala. Hon släppte sitt första fulla album, Dim Ond Clwydda 2003 och tack vare albumets framgång fick hon sponsring av Yamaha 2004.

## Diskografi
- Smôcs, Coffi a Fodca Rhad (2002)
- Dim Ond Clwydda (2003)
- Sgandal Fain (2005)
- Tombola (2008)